# Echinuriose
Die Echinuriose ist eine Parasitose beim Wassergeflügel, die durch Rollschwänze der Gattung Echinuria, vor allem durch Echinuria uncinata ausgelöst wird. Seltener ist Echinuria parva der Auslöser. Die Erkrankung ist bei wildlebenden Wasservögeln (Enten, Gänse, Schwäne) sehr häufig. Übertragen wird sie durch kleine Krebstiere, vor allem Daphnien, die als Zwischenwirt für diesen Parasiten dienen.

## Pathogenese
Die Würmer lösen eine Entzündung des oberen Verdauungstrakts (Speiseröhre, Drüsenmagen, Muskelmagen) aus, die mit käsigen Herden einhergeht. Diese Knoten können in den beiden Magenabteilungen sehr groß werden und den Transport der Nahrung behindern. Der Wurm gräbt sich dabei kopfüber in die Magenschleimhaut und gibt seine Eier in das Lumen ab. Selten kann der Parasit die Magenwand durchdringen und seine Eier in die Körperhöhle abgeben.

## Klinisches Bild Diagnose und Bekämpfung
Betroffene Tiere können schwach und ausgezehrt werden. Todesfälle sind möglich. Vor allem bei Jungvögeln sind Todesfälle häufig.
Die Diagnose erfolgt durch den Parasitennachweis in den Läsionen bei Sektionen.
Zur Bekämpfung eignen sich verschiedene Anthelminthika. Zur Vorbeugung in Hausgeflügelbeständen ist vor allem die Minimierung der Besiedelung mit Daphnien durch hohen Wasserfluss in Aufzuchtgewässern eine Option.